# Émile Stijnen
Émile Stijnen (2 de novembro de 1907 - 27 de março de 1997) foi um futebolista belga que competiu na Copa do Mundo FIFA de 1938.